# Adham Ikromov
Pour les articles homonymes, voir Ikromov.
Adham Ilhomovich Ikromov (en ouzbek : Адҳам Илҳомович Икромов, en russe : Адхам Ильхамович Икрамов Adkham Ilkhamovitch Ikramov, né le 20 décembre 1968 à Tachkent dans la RSS d’Ouzbékistan en Union soviétique) est un homme d'État ouzbek. Il a été ministre de la Santé à deux reprises.

## Biographie
Avant de commencer sa carrière politique, Ikromov obtient d'un doctorat en médecine de l'Académie de médecine militaire de Léningrad. En avril 2009, il devient ministre de la Santé. Il reste à cette position jusqu'en 2012, où il est remplacé par Anvar Alimov. En août 2012, il devient vice-premier ministre d'Ouzbékistan, il est alors chargé de l'éducation, de la santé et de la protection sociale. En juillet 2015, sa tâche de vice-premier ministre est changée pour être chargé de la santé, de l'écologie et de la qualité de vie. En décembre 2016, ses tâches de vice-premier ministre sont de nouveau ajustées pour inclure la santé, l'écologie, la protection environnementale, la culture physique et les sports. Il est de plus renommé ministre de la santé le 14 décembre 2016 en remplacement d'Anvar Alimov. Le 21 février 2017, il est remplacé au poste de ministre de la Santé par Alisher Shodmonov, mais garde son poste de vice-premier ministre. Il quitte ce dernier en 2017 pour devenir conseiller du président Shavkat Mirziyoyev.